# Jay Gatsby
James Gatz, mais conhecido como Jay Gatsby (Dakota do Norte, 1890 - Long Island, Setembro de 1922) é o personagem-título do magnum opus de F. Scott Fitzgerald, The Great Gatsby (1925), Gatsby é um bilionário, contrabandista e herói de guerra norte-americano. O personagem tornou-se um arquétipo de homens americanos que pretendiam aderir a alta sociedade, e nos EUA, o nome tornou-se sinônimo desses empresários de sucesso que tiveram passados obscuros.

## Biografia
Dezessete anos de idade, James Gatz, vindo das zonas rurais da Dakota do Norte, onde ele nasceu, de uma família pobre americana alemã agrícola em 1890, desprezava as limitações da pobreza tanto que ele sai da St. Olaf University em Minnesota apenas algumas semanas em seu primeiro semestre. Mais tarde, ele explica ao narrador Nick Carraway, que ele não podia suportar trabalhar como faxineiro para se sustentar através da faculdade por mais tempo. Depois de conhecer Dan Cody, um magnata, que se tornou seu mentor e convidou-o a participar de sua jornada de dez anos no iate Girls Bay, ele adere o nome de Jay Gatsby. Ao longo dos próximos cinco anos, Gatsby aprende as formas de etiqueta dos ricos até a morte de Cody. A amante de Cody, toma posse da herança do idoso de pelo menos U$ 25,000 dólares, impendido Gatsby de herdar a mesma.
Em 1917, durante seu treinamento para a infantaria na Primeira Guerra Mundial, aos 27 anos, Jay conhece e se apaixona por Daisy Fay, que é tudo o que ele não é: rica e de uma família ocidental patrícia.
Durante a guerra, Gatsby chega ao posto de Major, comanda as metralhadoras pesadas de seu regimento, e torna-se condecorado, por lutar na 2º Batalha do Marne e na Ofensiva Meuse-Argonne. Após a guerra, ele, como diz a Nick Carraway anos mais tarde, vai à Trinity College, Oxford, na Universidade de Oxford, na Inglaterra. Enquanto isso, ele recebe uma carta de Daisy, dizendo-lhe que ela se casou com o aristocrático Tom Buchanan. Gatsby, em seguida, decide dedicar a sua vida para se tornar um homem de riqueza e estatura, ele acredita que assim irá conquistar o amor de Daisy.
Gatsby regressa para casa nos EUA, que está sendo transformado pela Lei Seca, um período da história americana quando gângsteres podem ganhar uma vasta riqueza e, por vezes, se misturarem com as classes superiores, uma época em que "todas as antigas fronteiras que separavam as classes estavam sendo quebradas, e uma nova onda de milionários instantâneos, como o próprio Gatsby..... se misturaram com os pólos-jogadores que habitavam as enclaves duras dos ricos estabelecidos em Long Island Gold Coast". Fitzgerald nomeou esta era, como a Era do Jazz. Gatsby aproveita esta oportunidade, fazendo uma fortuna com contrabando, graças a sua associação com vários gângsteres, como Meyer Wolfsheim que é, como Gatsby diz a Nick: "o homem que manipulou a World Series de 1919."
Com sua vasta renda, Gatsby compra uma mansão de 12 quartos na West Egg ficcional de Long Island, que abriga o nouveau riche, no lado oposto da baía antiga de East Egg, onde Daisy Buchanan, seu marido Tom e sua filha de três anos de idade,Pammy, vivem. Em sua mansão em West Egg, Gatsby hospeda uma festa da alta classe num fim de semana prolongado a cada fim de semana, aberta a todos os públicos, como uma tentativa de atrair Daisy como uma convidada da festa, onde políticos, esportistas e celebridades famosos eram presença confirmada. Através de Nick Carraway, Gatsby finalmente tem a chance de conhecer e se reunir com Daisy. Durante várias reuniões, Gatsby tenta convencer Daisy a deixar seu marido adúltero Tom, Gatsby duvida que Daisy está feliz com seu casamento.

### Acidente e Morte
No verão de 1922, na casa de Buchanan, Jordan, Nick, Jay, e os Buchanans decidem fazer uma festa em Nova York. Tom pede a Gatsby se ele poderia emprestar seu amarelo Duesenberg para dirigir-se à cidade e Gatsby concorda. No caminho para a cidade de Nova York, Tom faz um desvio em um posto de gasolina na "Valley of Ashes", uma parte decadente de Long Island, para encher o tanque. O proprietário da garagem, George Wilson compartilha a preocupação de que sua mulher, Myrtle, pode estar tendo um caso, mas ele não sabe com quem. Isso enerva Tom, como Myrtle é sua amante secreta, e por isso ele deixa a garagem às pressas.
Durante a festa em uma suíte de hotel de alta classe, uma conversa casual se transforma em um confronto entre Daisy, Gatsby e Tom. Em um excesso de raiva, Gatsby insiste que Daisy o ama, não Tom, e só se casou com ele por dinheiro. Daisy confessa que ama tanto Tom e Jay ao mesmo tempo. A festa termina com Daisy deixando Nova York no amarelo Duesenberg de Gatsby, como motorista com Gatsby como seu passageiro. Tom deixa a casa com Jordan e Nick no carro de Tom.
George Wilson, dono de uma garagem (amigo de Tom) e sua mulher, Myrtle (amante de Tom), também estavam tendo uma discussão. Ela correu para fora de casa e foi atropelada pelo carro de Gatsby, dirigido por Daisy, morrendo instantaneamente. No caminho de volta para casa, Tom, Jordan e Nick veem o acidente de carro. Tom vê que Wilson, um mecânico, finalmente teria algum negócio (eles já estiveram pensando em negociar um carro anteriormente), mas percebera que havia alguma coisa errada. Tom em seguida percebe que sua amada está morta. Durante esta cena, Wilson sai de sua garagem meio insano e em choque e comenta sobre o carro amarelo que teria atropelado Myrtle. Tom leva Wilson para um local privado e lhe conta que o carro amarelo não era seu; que ele estava dirigindo o carro amarelo de Gatsby mais cedo, quando eles estavam indo para o hotel e pararam na garagem de Wilson para encher o tanque. Wilson não parece ouvir, e deste ponto em diante ele é retratado como um personagem insano, louco. Ele passa a noite impaciente andando de lá para cá, murmurando absurdos enquanto seu vizinho pacientemente o observa. Então finalmente liga os fatos de que quem quer que esteja dirigindo o carro deveria ser quem estava tendo um caso com Myrtle e decide encontrar o carro amarelo.
Ele encontra-se na casa de Tom com uma arma e Tom (enquanto arruma a mala para uma viagem com Daisy) dá o nome de Gatsby para Wilson. Enquanto isso, Gatsby está nadando em sua piscina oprimido pela depressão (da perda de sua amada), pensando que Daisy não o ama mais. Enquanto ele ainda espera uma ligação dela, Wilson vem e atira no coração de Gatsby, o matando. E depois comete suicídio no gramado, não muito longe.
Com Gatsby morto, Nick tenta encontrar pessoas para irem ao seu funeral e somente descobre que ninguém de seus parceiros de negócios estaria lá para lamentar por ele. Finalmente, Mr. Gatz, pai do falecido (Gatsby deu para si mesmo um novo nome quando saiu de casa) veio para o funeral, aparentemente ainda preso ao passado. Ele mostrou para Nick uma fotografia bem desgastada da casa de Gatsby e um livro que Gatsby escreveu quando ainda era criança.
Apenas três pessoas foram ao funeral de Gatsby - Nick, Mr. Gatz, e "Owl Eyes" (olhos de coruja), um homem que certa vez Nick encontrou, em uma festa do Gatsby, admirando a grande biblioteca da mansão. Depois da permanentemente difícil conexão entre ele e Jordan, Tom, e Daisy, Nick deixou Nova Iorque e foi embora para Midwest.

## Gatsby como ponto de referência
A figura de Jay Gatsby se tornou um marco cultural na América do século XX. Quando o pobre Gatsby nativo diz a Nick Carraway, o seu único e verdadeiro amigo e um parente de Daisy, ele foi criado rico e que ele participou de Oxford, porque "todos os meus antepassados foram educados lá", Mathews vê-lo como o eterno striver americano. "Gatsby precisava mais do que o dinheiro: ele precisava ser alguém que sempre teve isso..... essa fé cega de que ele podia reajustar sua existência com as especificações de Daisy, é o coração e a alma de O Grande Gatsby. É a clássica história de recomeço, a segunda chance ".
"Jay Gatsby..... parece ser o herói por excelência masculina americana. Ele é um poderoso empresário com ligações obscuras, dirige um carro glamouroso..... e persegue a bela, Daisy privilegiada", Michael Kimmel e Amy Aronson escreveram. No Manual do folclore americano, Richard Dorson vê Gatsby como um novo arquétipo americano que tomou a decisão de transformar a si mesmo depois de seu primeiro encontro casual com o seu mentor Dan Cody, que abre a porta para a riqueza no contrabando. "A juventude esfarrapada que alguns meses mais tarde (depois de Gatsby sair de St. Olaf) se apresenta a um iatista se degenerar, como Jay Gatsby tinha rejeitado expressamente a ética protestante... em favor de uma forma muito mais extravagante de ambição".
Referindo-se a figuras da vida real, como Gatsby tem sido comum nos Estados Unidos, geralmente em referência a homens ricos, cuja ascensão para a proeminência envolvidos em um elemento de engano. Em uma história de R. Foster Winans, um repórter do Wall Street Journal "Heard on the Street", que foi demitido depois que se descobriu que ele estava dando conhecimento prévio das colunas "conteúdos de Peter Brant, o Seattle Post Intelligencer descrito Brant como "Gatsby do Winan". O artigo observou que Brant tinha mudado seu nome de Bornstein e disse que ele era "um homem que virou as costas para o seu patrimônio e sua família, porque ele sentiu que ser reconhecido como judeu seria um prejuízo para a sua carreira ".
O personagem é muitas vezes usado como um símbolo de grande riqueza. Reportagem de 2009, o colapso dos preços domésticos e gastos de turistas nas exclusiva de Hamptons em Long Island, não muito longe do cenário fictício da casa de Gatsby, o Wall Street Journal citou um hoteleiro dizendo: "Jay Gatsby está morto".